# Milán-San Remo 1998
La Milán-San Remo 1998 fue la 89.ª edición de esta clásica ciclista de primavera, disputada el 21 de marzo sobre 294 km, en la que ganó el alemán Erik Zabel. Esta fue la segunda de las cuatro victorias de la carrera italiana. 

## Clasificación final
| Pos. | Ciclista           | Equipo                              | Tiempo     |
| ---- | ------------------ | ----------------------------------- | ---------- |
| 1.   | Erik Zabel         | Team Telekom                        | 7h 10' 14" |
| 2.   | Emmanuel Magnien   | La Française des Jeux               | m.t.       |
| 3.   | Frédéric Moncassin | Crédit Agricole                     | m.t.       |
| 4.   | Stefano Zanini     | Mapei-Bricobi                       | m.t.       |
| 5.   | Andrei Tchmil      | Lotto-Mobistar                      | m.t.       |
| 6.   | Filippo Casagrande | Scrigno-Gaerne                      | m.t.       |
| 7.   | Peter Van Petegem  | TVM-Farm Frites                     | m.t.       |
| 8.   | Michele Bartoli    | Asics-CGA                           | m.t.       |
| 9.   | Roberto Petito     | Saeco-Estro-A.S. Juvenes San Marino | m.t.       |
| 10.  | Alberto Elli       | Casino                              | m.t.       |